# Peter Borwein
Pour les articles homonymes, voir Borwein.
Peter Benjamin Borwein,  né en 1953 à St Andrews et mort le 23 août 2020, en Écosse, est un mathématicien canadien, professeur à l'Université Simon Fraser. Il est connu comme coauteur de la formule BBP pour le calcul des chiffres du nombre π.

## Biographie
Borwein commence à s'intéresser à la théorie des nombres et à l’analyse classique durant sa seconde année à l’université. Il n’était auparavant pas particulièrement intéressé par les mathématiques, bien que son père, David Borwein, fut directeur du département de mathématiques de l'Université de Western Ontario et sa mère doyenne associée en médecine dans la même université. Borwein, son  frère et sa sœur se sont spécialisés en mathématiques dans cette université.
Borwein termine un Bachelor en science, avec spécialité mathématiques à l'Université de Western Ontario en 1974. Il obtient ensuite une maîtrise et un Ph.D. à l'Université de la Colombie-Britannique, puis  il rejoint le département de mathématiques de l'Université Dalhousie. Lors de ce séjour, il écrit en 1989, avec son frère Jonathan Borwein et David H. Bailey de la NASA, un article qui donne un algorithme pour déterminer un milliard de décimales du nombre π. Ils ont obtenu en 1993 le prix Chauvenet et le prix Hasse
En 1993, il rejoint l'Université Simon Fraser et intègre, avec son frère Jonathan le Centre d'expérimentation et de construction des mathématiques. En 1995, les deux Borwein, avec Yasumasa Kanada de l'Université de Tokyo, montrent comment calculer plus de quatre milliards de décimales de π. Peter Borwein a aussi travaillé avec David Bailey de la NASA et avec Simon Plouffe de l'Université du Québec sur une méthode  de détermination des décimales de π de façon indépendante, et en système hexadécimal. Ceci permet de déterminer le ne chiffre de π sans avoir à calculer le chiffre précédent. En 2007, avec Tamas Erdelyi, Ferguson et Lockhart, il résout le problème n° 22 de Littlewood.
Tout en étant professeur à l'Université Simon Fraser, Peter Borwein est affilié au Interdisciplinary Research in the Mathematical and Computational Sciences (IRMACS), au Centre for Experimental and Constructive Mathematics (CECM), au Mathematics of Information Technology and Complex Systems (MITACS), et au Pacific Institute for the Mathematical Sciences (PIMS).

## Livres
Borwein est coauteur, avec Tamas Erdelyi, des livres Pi: A Source Book (1999), Polynomials and Polynomial Inequalities (1998), Pi and the AGM (1987, réédité en 1998) et de A Dictionary of Real Numbers. Son frère Jonathan et lui sont coéditeurs de la série de livres « Books in Mathematics » de la société mathématique du Canada/Springer-Verlag.